# Josef Zotter

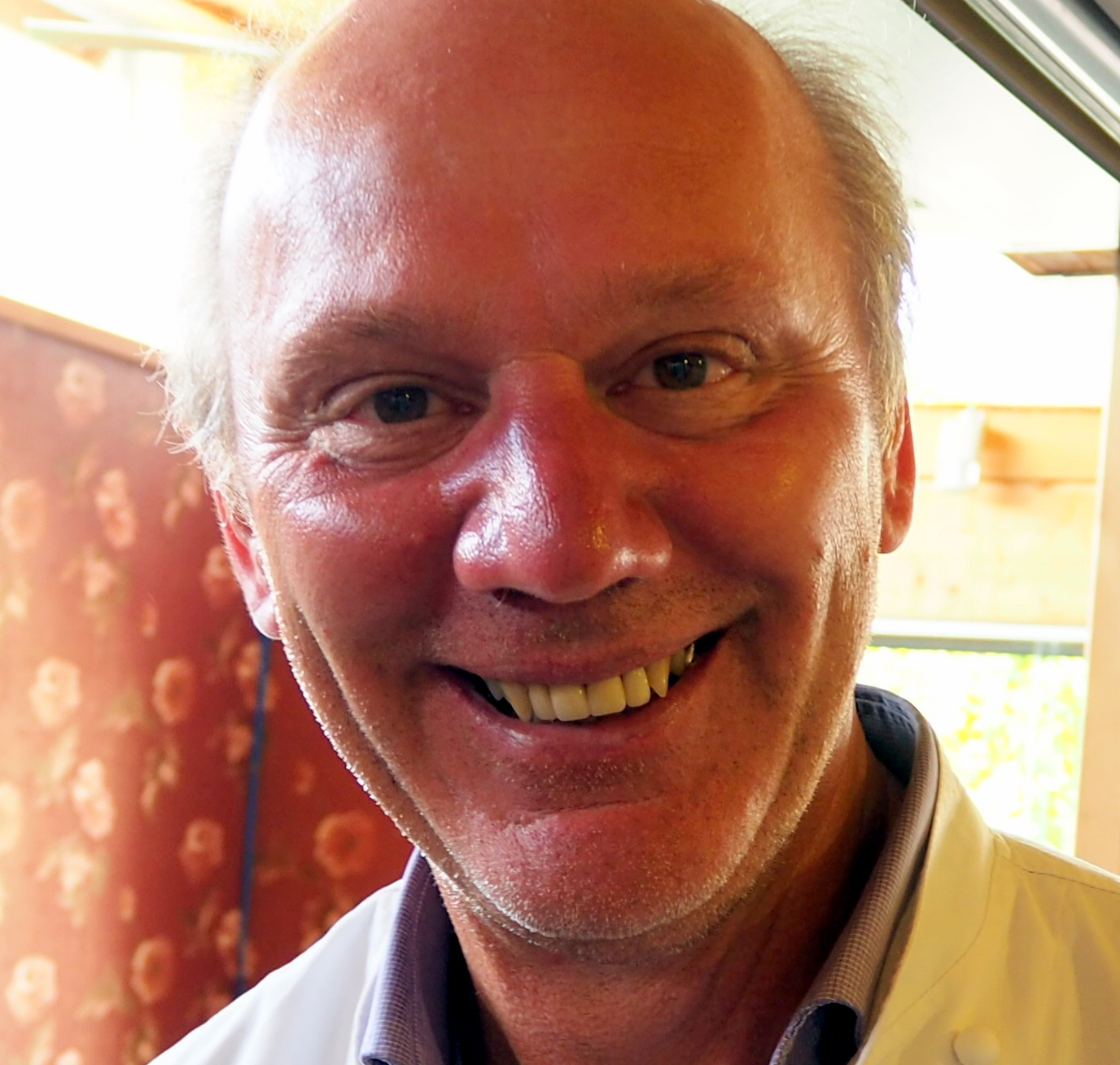
Josef Zotter 2016

Josef Zotter (* 21. Februar 1961 in Feldbach, Steiermark) ist ein österreichischer Unternehmer.

## Leben
Nach einer Ausbildung als Koch in Söchau zog Zotter auf den Arlberg und wurde Küchenchef im Hotel St. Antoner Hof. Nach einigen Jahren wechselte er ins Hilton Hotel in Wien zu Küchenchef Werner Matt. Nach seiner Tätigkeit als Gastronomie-Koch eröffnete Zotter 1987 vier Kaffeehäuser in Graz. 1996 folgte die Insolvenz seiner Filialen.
1999 eröffnete er die zotter Schokoladen Manufaktur. Seine eigenwilligen Kreationen wurden in Fernseh- und Radiobeiträgen besprochen, so etwa in der Sendung Galileo. Er produzierte unter anderem Schokoladen mit Insekten, Schweineblut oder Bergkäse. Für sein Engagement für fair gehandelte Rohstoffe erhielt er 2008 den Trigos-Preis für soziale Verantwortung des Landes Steiermark.

## Veröffentlichungen
- mit Andreas H. Gratze (Hrsg.): Schoko l’art. Styria Printshop, Graz 2004, ISBN 3-901921-24-9
- mit Sabine Lintschinger: Schokolade. Die süßen Seiten des Lebens. Pichler, Wien/Graz/Klagenfurt 2006, ISBN 978-3-85431-404-2
- Alles Schokolade! Meine liebsten Rezepte für die süße Küche. Ueberreuter, Wien 2009, ISBN 978-3-8000-7440-2
- mit Wolfgang Wildner und Wolfgang Schober: Kopfstand mit frischen Fischen – Mein Weg aus der Krise Biographie. zotter Schokoladen Manufaktur GmbH, 2012, ISBN 978-3950346107

## Ehrungen
- 2004: Trophée Gourmet in der Kategorie Gourmandise für ausgefallene Produkte
- 2005: Unternehmer des Jahres in der Kategorie Handwerk
- 2006: Trigos-Preis für Unternehmen mit gesellschaftlicher Verantwortung
- 2006: Eurochocolate Award in Perugia: Bester ausländischer Schokoladenhersteller
- 2007: Primus 2007 für sein Comeback
- 2008: Trigos-Preis Steiermark für das Projekt Kakao aus Nicaragua – Partnerschaftliche Verantwortung für die Welt
- 2008: auf dem Organic Marketing Forum in Warschau in der Kategorie Best of Organic
- 2010: Trigos-Preis Steiermark  und WIN-Sonderpreis für das Projekt Kakao statt Kokain